# Izumozaki
Izumozaki (jap. 出雲崎町 Izumozaki-machi) – miasto w Japonii, na wyspie Honsiu, w prefekturze Niigata. Według danych na rok 2020 miejscowość zamieszkiwało 4 113 mieszkańców , a gęstość zaludnienia wyniosła 92,7 os./km².